# Liste antiker Ortsnamen und geographischer Bezeichnungen/Uc
| Lateinischer Name | Griechischer Name | Beschreibung | Heute | Quellen und Verweise | Lage |
| ----------------- | ----------------- | ------------ | ----- | -------------------- | ---- |
| Ucena             |                   |              |       | Smith;               |      |
| Uceni             |                   |              |       | Smith;               |      |
| Ucetia            |                   |              |       | Smith;               |      |
| Uchaliccenses     |                   |              |       | Smith;               |      |
| Ucheimerium       |                   |              |       | Smith;               |      |
| Ucia              |                   |              |       | Smith;               |      |
| Uciense           |                   |              |       | Smith;               |      |
| Ucubis            |                   |              |       | Smith;               |      |
| Ucultuniacum      |                   |              |       | Smith;               |      |